# 亚历杭德罗·西切罗
亚历杭德罗·西切罗（Alejandro Cicherro，1977年4月20日—），出生于卡拉卡斯，是委內瑞拉职业足球运动员，曾经效力于中国足球超级联赛山東魯能泰山。其名Alejandro中的j在西班牙语中发音为[h]，因此应译为“亚历汉德罗”而非以英语发音音译的“阿莱贾德罗”。
西切罗曾凭借在利特克斯的出色表现入选委內瑞拉国家足球队，在2007年6月30日美洲國家盃對秘魯国家足球队射入一球。
2009年11月，委内瑞拉豪门球队卡拉卡斯通过官网宣布西切罗加盟该队，签约三年。
他的弟弟加夫列尔·西切罗同樣是後衛。

## 荣誉

### 山东鲁能泰山
- 中国足球超级联赛冠军：2008